# Werner Schulz (Geologe)
Werner Schulz (* 11. August 1932 in Thiensdorf bei  Elbing; † 21. Dezember 2018 in Schwerin) war ein deutscher Geologe.

## Leben
Werner Schulz studierte in Greifswald und Halle (Saale) Geologie und war von 1958 bis 1961 als Assistent am Geologisch-Paläontologischen Institut der Universität Halle tätig. 1961 wurde er mit seiner Dissertation über das Pleistozän zwischen Weißer Elster, Saale und Wethau und seine Stellung im Pleistozän Mitteldeutschlands promoviert. Anschließend arbeitete er in Schwerin in der Oberflächenkartierung der ehemaligen drei Nordbezirke Rostock, Schwerin und Neubrandenburg und bearbeitete Blätter und Schnitte der Lithofazieskarte Quartär (LKQ).
Als Mitarbeiter des VEB Geologische Forschung und Erkundung (GFE) in Schwerin waren die Möglichkeiten zum offenen Informationsaustausch mit westlichen Ländern zur damaligen Zeit für Werner Schulz nur sehr beschränkt möglich. Sein Drang nach wissenschaftlichem Austausch und sein Bestreben nach Erweiterung seines Wissens veranlasste ihn, sich, trotz der bestehenden Restriktionen, zu Fachgesprächen mit Kollegen aus Kiel und Hannover in der DDR zu treffen.
Da seine westlichen Kollegen stets von der Staatssicherheit observiert wurden, geriet Werner Schulz ins Visier der Stasi und wurde 1976 zum angeblichen Top-Spion "Quartär" deklariert. Werner Schulz wurde zu dreieinhalb Jahren Haft verurteilt und 1979 durch eine Generalamnestie vorfristig entlassen. Danach wurde er wieder in untergeordneter Position in Schwerin als Ingenieur-Geologe eingestellt.
Nach der politischen Wende setzte Werner Schulz seine wissenschaftlichen Untersuchungen zum Quartär Norddeutschlands im neu gegründeten Geologischen Landesamt von Mecklenburg-Vorpommern fort. Er setzte sich aktiv für den Geotopschutz ein und erfasste schützenswerte Geotope, die als Karte nebst Erläuterungen veröffentlicht wurden.
Er veröffentlichte die Ergebnisse seiner quartärgeologischen Forschungen in zahlreichen Fachartikeln und war darüber hinaus Autor von zwei Fachbüchern, von denen seine Streifzüge durch die Geologie des Landes Mecklenburg-Vorpommern 2011 bereits in dritter Auflage erschienen und der 2003 erschienene Geologischer Führer für den norddeutschen Geschiebesammler den Status eines Standardwerkes innehat.
Werner Schulz wurde von der Deutschen Quartärvereinigung im Jahr 2002 mit der Albrecht-Penck-Medaille ausgezeichnet.
Seine Geschiebe- und Fossiliensammlung übergab er 2008 dem Geologischen Dienst. Diese kann, neben der klassischen Geologischen Landessammlung, nach vorheriger Anmeldung in Sternberg besichtigt werden.

## Schriften (Auswahl)
- Das Pleistozän zwischen Weißer Elster, Saale und Wethau und seine Stellung im Pleistozän Mitteldeutschlands. Halle, 1961
- Gliederung des Pleistozäns in der Umgebung von Halle (Saale). Akademie-Verlag, Berlin 1962
- Geologischer Führer für den norddeutschen Geschiebesammler. CW-Verlags-Gruppe, Schwerin 2003
- Streifzüge durch die Geologie des Landes Mecklenburg-Vorpommern. 3. Auflage, Tinus Medien, Schwerin 2011